# Iida
Iida (Japans: 飯田市, Iida-shi) is een stad in de prefectuur Nagano op het Japanse eiland Honshu. De stad heeft een oppervlakte van 658,76 km² en had in 2007 ongeveer 107.000 inwoners.

## Geschiedenis
Iida werd op 1 april 1937 een stad (shi) door samenvoeging van de oude gemeente Iida met Kamiiida. Op 1 oktober 2005 werden Kami en Minamishinano door Iida geabsorbeerd.

## Cultuur
Een oud kasteel, strategisch tijdens de Edoperiode, ontsnapte aan de bombardementen tijdens de Tweede Wereldoorlog. In 1947 verwoestte een grote brand het centrum van Iida. De stad staat tegenwoordig bekend door de appelbomen langs de straten in het centrum, het resultaat van een heropbouwproject van de bevolking na de brand.
Sinds 1979 is Iida de locatie van het Iida Poppentheaterfestival, een groot vierdaags evenement in augustus met meer dan 200 traditionele en moderne groepen uit Japan en andere delen van de wereld. Al 300 jaar wordt in Iida het traditionele Japanse poppentheater, bekend als ningyō jōruri of bunraku, opgevoerd en tegenwoordig zijn er nog vier traditionele poppenspelersgroepen in of in de omgeving van Iida: de Imada poppengroep, de Kuroda poppengroep, de Furuta poppen en de Waseda poppen.
Een ander belangrijk festival in Iida is het Oneri matsuri dat eens in de 7 jaar wordt gehouden (de laatste in 2004). Dit vierdaagse festival is vooral bekend door de shi-shi leeuwendans.
De appel, het symbool van Iida, is goed voor een jaarlijks appelfestival, het Ringon matsuri dat begin augustus wordt gehouden.
Het is een soort oogstfeest: Iida staat bekend om de uitgebreide perzik- en appelboomgaarden, naast de vele andere agrarische producten uit de regio.

## Verkeer
Iida ligt aan de Iida-lijn van East Japan Railway Company die door de vallei van de rivier Tenryū loopt.
Iida ligt aan de Chūō-autosnelweg en aan de autowegen 151, 152, 153, 256, 418 en 474.

## Stedenband
Iida heeft een stedenband met
- Charleville-Mézières, Frankrijk sinds 5 augustus 1988.

## Aangrenzende steden
- Shizuoka
- Hamamatsu